# Liste des évêques de Gérone
Cet article contient une liste des évêques de Gérone, une ville située dans le nord-est de l'Espagne en Catalogne.

## Liste des évêques de Gérone
- Saint Pons, jusqu'en 303[1]
- Saint Narcisse (304-307)[2]

....
- Frontinià (516-517)[3]
- Estafili (540-546)[4]
- Alici (589)[5]
- Jean de Biclar (591-621)[6]
- Nonnit (621-633)[7]
- Toila (636-656)[8]
- Amador (673)[9]
- Jaume (683)[10]
- Savaric (688)[11]
- Gilimir (693)

Occupation de Gérone par les Musulmans jusqu'à la prise de la ville par Chorson, premier comte de Toulouse,en 785.
- Ataülf (778-788)[12]
- Valaric (816-817)[13]
- Nifridi (818)[14]
- Guimer (834)[15]
- Gotmar Ier (841-850)[16]
- Sunifred (858)[17]
- Elias (864)[18]
- Teuter (870-888)[19]
- Servus Dei (888-907)[20]
- Guiu (907-936), ou d'après Jean-Pierre Poly, Guigue ; ex-clerc arlésien initialement au côté de l'archevêque d'Arles Rostang, Guigue est un légitimiste dans le conflit qui oppose la noblesse locale aux Bourguignons en Provence. Il est obligé de chercher hors de cette province la place à laquelle sa noblesse le destine et est consacré évêque de Gérone par Arnuste[21],[22].
- Gotmar II (avant 943-951/952)[23]
- Seniofrè (951-954)[24]
- Arnulf (954-970)[25]
- Miron (970-984)[26]
- Gotmar III (985-993)[27]
- Arnulf II (994), mais considéré comme douteux[28]
- Odon (995-1010)[29]
- Pierre Roger de Carcassonne (1010-1050)[30],[31]
- Berenguer Guifred (1050-1093)[32]
- Bernard Humbert (1094-1111)[33]
- Ramon (1112-1114)[34]
- Berenguer Dalmau (1114-1146)[35]
- Berenguer de Llers (1147-1160)[36]
- Guillem de Peratallada (1161-1168)[37]
- Guillem de Monells (1168-1178)[38]
- Ramon Guissall (1179-1195)[39]
- Gaufred de Medinyà (1196-1198)[40]
- Arnau de Creixell (1199-1214)[41]
- Ramon de Palafolls (1214-1218)[42]
- Alemany d’Aiguaviva (1219-1227)[43]
- Guillem de Cabanelles (1227-1245)[44]
- Berenguer de Castellbisbal (1245-1254)[45]
- Père de Castellnou (1254-1279)[46]
- Bernat de Vilert (1279-1291)[47]
- Bernat de Vilamarí (1292-1311)[48]
- Guillem de Vilamarí (1312-1318)[49]
- Pere de Rocabertí (1318-1324)[50]
- Pere d’Urrea (1325-1328)[51]
- Gastó de Moncada (1328-1334)[52]
- Gilabert de Cruïlles (1334-1335)[53]
- Arnau de Mont-rodon (1336-1348)[54]
- Berenguer de Cruïlles (1348-1362)[55]
- Ennec de Vallterra (1362-1369)[56]
- Jaume de Trilla (1369-1374)[57]
- Bertran de Mont-rodon (1374-1384)[58]
- Berenguer d'Anglesola (1384-1408) (cardinal)[59]
- Francesc de Blanes (1408-1409)[60]
- Ramon Descatllar (1409-1415)[61]
- Dalmau de Mur (1415-1419)[62]
- Gonzalvo de Santamaria (1419)
- Andreu Bertran (1420-1431)[63]
- Juan Casanova (1431-1436) (cardinal, administrateur)[64]
- Bernat de Pau (1436-1457)[65]
- Roderic de Borja (1457-1458) (administrateur)
- Cosme de Montserrat (1458-1459)
- Jaime Francisco de Cardona i de Aragón (1459-1462)[66]
- Juan Margarit i Pau (1462-1484) cardinal[67]
- Berenguer de Pau (1486-1506)[68]
- Joan d’Espès (1507-1508)[69]
- Guillem Ramon Boil, O.S.H. (1508-1532)[70]
- Joan de Margarit i Pau (1534-1554)[71]
- Arias Gallego (1554-1565)[72]
- Père Carles, O.S. (1565-1572)[73]
- Benet de Tocco, O.S.B. (1572-1583)[74]
- Jaume Caçador (1584-1597)[75]
- Francisco Arévalo de Zuazo (1598-1611)[76]
- Onofre de Reart (1611-1621)[77]
- Père de Montcada (1621-1621)[78]
- Francesc de Senjust, O.S.B. (1622-1627)[79]
- Garcia Gil Manrique (1627-1633)[80]
- Gregorio Parcero, O.S.B. (1633-1654)[81]
- Bernat de Cardona (1656-1658)[82]
- Francesc Pijoan (1659), n'a pas pris possession[83]
- Josep Fageda (1660-1664)[84]
- Josep de Ninot (1664-1668)[85]
- Francesc Dou (1668-1673)[86]
- Alonso Balmaseda (1673-1679)[87]
- Sever Tomàs Auter (1679-1686)[88]
- Miquel Pontic (1686-1699)[89]
- Miquel Joan de Taverner i Rubí (1700-1720)[90]
- Josep de Taverner i d’Ardena (1720-1726)[91]
- Père de Copons (1726-1728)[92]
- Baltasar Bastero (1728-1745)[93]
- Lorenzo Taranco (1745-1756)[94]
- Manuel Antonio de Palmero (1756-1774)[95]
- Tomàs de Lorenzana (1775-1796)[96]
- Santiago Pérez (1796-1797)[97]
- Juan Ramírez de Arellano (1798-1810)[98]
- Pedro Valero (1815)[99]
- Antonio de Allué (1817-1818)[100]
- Juan Miquel Pérez González (1819-1824)[101]
- Dionisio Castaño (1825-1834)[102]
- Florencio Lorente (1847-1862)
- Constantí Bonet (1862-1875)
- Isidre Valls (1875-1877)
- Tomàs Sivilla (1878-1906)
- Francesc de Pol i Baralt (1906-1914)
- Francesc Mas i Oliver (1915-1920)
- Gabriel Llompart y Jaume Santandreu (1922-1925)
- Josep Vila Martínez (1925-1932)
- Josep Cartañà Inglés (1934-1963)
- Narciso Jubany Arnau (1964-1972), auparavant évêque titulaire d'Orthosias-en-Phénicie (de)
- Jaume Camprodon Rovira (1973-2001)
- Carles Soler Perdigó (2001-2008)
- Francesc Pardo (2008-2022)
- Octavi Vilà Mayo (2024-  )